# Emanuel Steiner

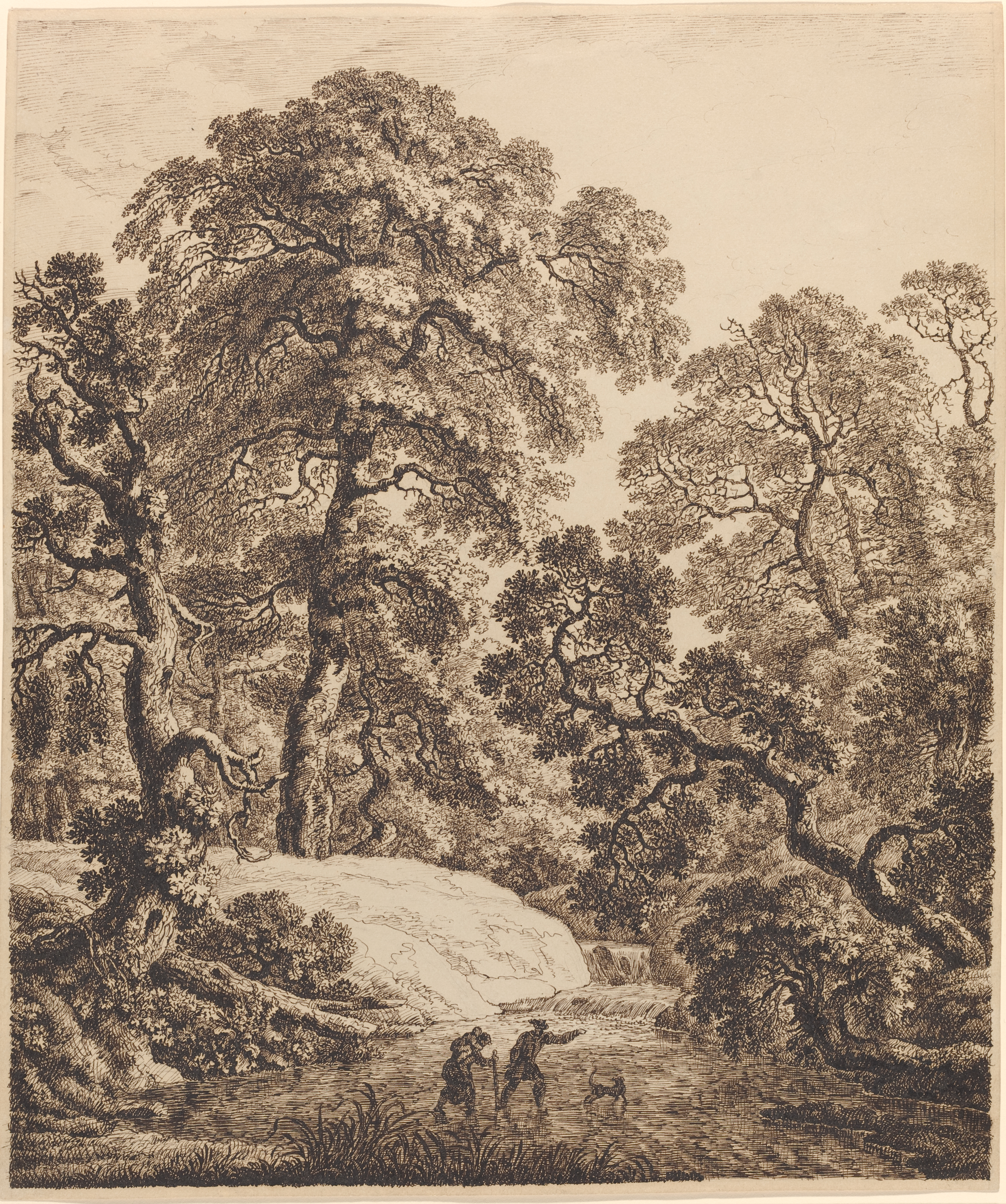
Ein Eichenwald mit einer Gruppe von Reisenden, Zeichnung etwa 1820

Emanuel Steiner (* 1. April 1778 in Winterthur; † 15. Oktober 1831 ebenda) war ein Schweizer Maler und Radierer.

## Biografie
Emanuel Steiner kam 1778 in Winterthur als Sohn des Rittmeister und Grossrates Emanuel und von Maria Ursula Steiner geboren. Er war Schüler von Johann Rudolf Schellenberg in Winterthur und ab 1795 in Dresden Schüler des Winterthurer Anton Graff und von Adrian Zingg. Am 27. Juni 1801 trat er zusammen mit Graffs Sohn Carl Anton eine Studienreise über die Schweiz, nach Neapel und Rom an, wo er sich 1801 in der Villa Malta aufhielt. Auch war er in Paris. 1804 war er wieder in seiner Heimatstadt tätig.
Als er sich 1805 in Zürich aufhielt, lernte er wahrscheinlich im Umfeld von Salomon Gessner Carl Wilhelm Kolbe den Älteren kennen. Im Radieren wurde er in Zürich von Georg Christoph Friedrich Oberkogler unterwiesen.
1809 heiratete er Verena Elisabetha Sulzer, Tochter des Kunstmalers Jakob Sulzer. Sein Sohn David Eduard Steiner (1811–1860) war ebenfalls als Maler tätig.